# Benoît Le Coffre

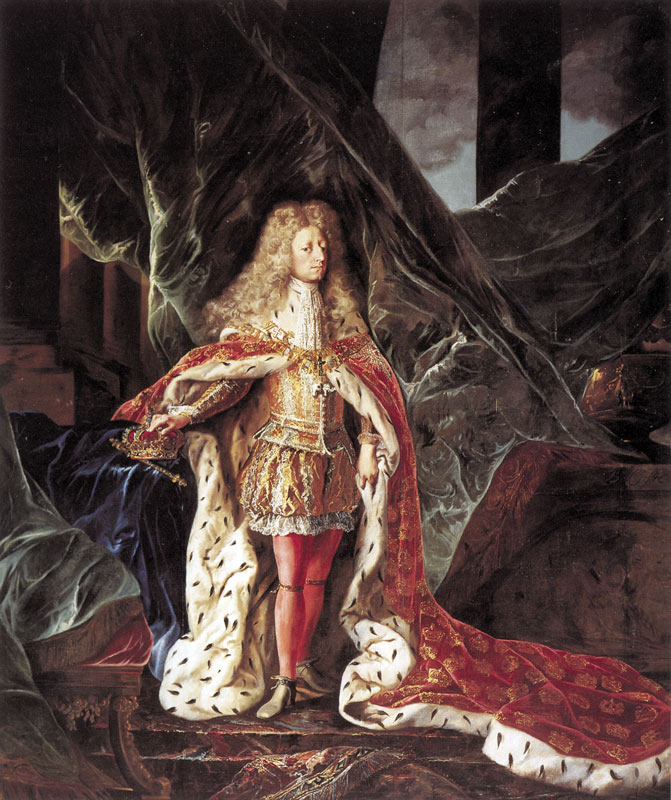
Portrait de Frédéric IV de Danemark (vers 1700), Hillerød, musée national d'histoire du château de Frederiksborg.

Benoît Le Coffre ou Bénédict Coffre, né à Copenhague en 1671, et mort dans la même ville en 1722, est un peintre danois.

## Biographie
Il est le fils de Marie Trouillet de la Brière et de Claude Le Coffre, peintre et sculpteur français originaire du Mans,.
Il obtient le prix de Rome en peinture de 1692, sur le thème Abraham répudie Agar et son fils Ismaël. Il séjourne à Rome à la villa Médicis de 1692 à 1695.

## Collections publiques
- Copenhague, Statens Museum for Kunst :
  - (da) « En mytologisk figur. Danaë », sur www.kulturarv.dk, huile sur toile.
  - (da) « En mytologisk figur. Danaë », sur www.kulturarv.dk, huile sur toile.
  - (da) « En samling tyrkiske mænd », sur www.kulturarv.dk, huile sur toile.
  - (da) « En ung matematiker », sur www.kulturarv.dk, huile sur toile.
  - (da) « Et maskebal », sur www.kulturarv.dk, huile sur toile.
  - Ung kvinder der spejler sig, mens en gammel mand ser til, huile sur toile, (da) « Ung kvinder der spejler sig, mens en gammel mand ser til ».
  - (da) « Pyramus og Tisbe », sur www.kulturarv.dk, huile sur cuivre, 1708.
  - (da) « En mand i orientalsk dragt », sur www.kulturarv.dk, huile sur toile, 1710-1722.
- Hillerød, musée national d'histoire du château de Frederiksborg
  - Portrait de Frédéric IV de Danemark, vers 1700, huile sur toile
  - Autoportrait, vers 1720, huile sur toile
- Lolland, musée Reventlow (da), (da) « Le Roi Frederik IV », sur www.kulturarv.dk, huile sur toile, vers 1715.